# Howling (película de 2012)
Howling (en hangul, 하울링; RR: Haulling) es una película surcoreana de 2012, escrita y dirigida por Yoo Ha, y protagonizada por Song Kang-ho y Lee Na-young. Está basada en la novela 凍える牙 (literalmente, 'colmillos congelados') del escritor japonés Asa Nonami.

## Sinopsis
A partir del aparente suicidio de un hombre que es encontrado quemado en su automóvil, una serie de extrañas muertes se producen en Seúl con un punto en común: todos los cadáveres muestran mordeduras de perro. El veterano detective Jo Sang-gil y su novata compañera Cha Eun-yeong están encargados de la investigación, aunque ella, por ser mujer, no es aceptada ni por él ni por el resto de los compañeros del equipo policial. Las pesquisas se van enfocando en los adiestradores de perros.

## Reparto
- Song Kang-ho como el detective Jo Sang-gil.[3]
- Lee Na-young como la detective Cha Eun-young.[4][5]
- Shin Jung-geun como el detective jefe Seo.[6]
- Lee Sung-min como el detective Young-cheol.
- Im Hyeon-seong como detective.
- Jeong Jin como detective.
- Jo Young-jin como Kang Myeong-ho, el padre de Jung-ah.
- Nam Bo-ra como Kang Jung-ah.[7]
- Kwon Tae-won como Choi Dal-gyoon, un mafioso.
- Lee Tae-ri como el hijo de Sang-gil.[7]
- Do Ki-suk como Min Tae-sik.
- Lee Min-ah como Song Min-jeong.
- Jung Mi-sung como Nam Sang-hoon.
- Jung In-gi como forense.
- Park Min-gyu como juez.
- Jang In-ho como Lee Gi-nam.
- Kim Kyung-ryong como oficial de policía retirado.
- Ji Nam-hyuk como gánster 1.
- Kim Young-hoon como el exmarido de Cha Eun-young (aparición especial).

## Producción
La actriz Lee Na-young sufrió durante el rodaje un accidente de tráfico en una escena en la que conducía una moto. Sufrió heridas leves y fue trasladada a un hospital cercano, donde recibió tratamiento. Según la policía, el otro conductor implicado en el accidente no se dio cuenta de que estaba circulando por una zona donde se filmaba: «el accidente se produjo porque al parecer no se habían tomado las medidas de seguridad adecuadas en el lugar del rodaje».

## Estreno y taquilla
Howling se estrenó en Corea del Sur el 16 de febrero de 2012. Se proyectó en 549 salas para un total de 1 612 425 espectadores, que dejaron en taquilla el equivalente a 9 775 000 dólares norteamericanos. Ocupó el puesto trigésimo séptimo entre las películas más vistas del año en el país, y fue la vigésimo segunda entre las surcoreanas.

## Crítica
CJ Wheeler (HanCinema) cree que la película es un paso atrás de su director después sus anteriores trabajos, como A Frozen Flower. La trama contiene muchos elementos que Yoo Ha trata de conectar sin mucho éxito, avanza con algunos recursos pobres y clímax falsos, y un elemento que podía ser interesante (el paralelismo entre la detective Eun-young y el misterioro perro lobo) se pierde por completo. Como aspectos positivos, resalta la actuación de Song Kang-ho, que «fue lo que esperarías de uno de los mejores actores de Corea. La transformación de su personaje, de misógino arrogante a héroe comprensivo, gira en torno a su relación con Eun-yeong a medida que ambos crecen y fortalecen su relación», aunque nota que el personaje más interesante es el de Lee Na-young.
También Claire Lee (The Korea Herald) afirma que el papel principal es el de la joven detective: «Lee Na-young ciertamente es la estrella de esta película. Al igual que sus excéntricos papeles anteriores, en esta película también se ve incómoda y absorta en sus propios pensamientos. Sin embargo, tales cualidades se adaptan perfectamente al papel, y el personaje deja mucho para que los espectadores piensen, especialmente la violencia y el egoísmo orientado a la familia».